# Накамура, Мао
Мао Накамура (2 марта 2000) — японская спортсменка, специализирующаяся в скалолазании. Она участвовала в Кубках мира по скалолазанию, взрослом чемпионате Азии и юношеских Олимпийских играх в Буэнос-Айресе.

## Биография
Накамура родилась 2 марта 2000 года. На международных соревнованиях участвует с 2015 года.
Осенью 2018 года участвовала в соревнованиях девушек на юношеских Олимпийских играх в Буэнос-Айресе. Её самым сильным видом был боулдеринг, за счёт чего она пробилась в финал, где стала последней.
В ноябре 2018 года Накамура приняла участие в чемпионате Азии, проходившем в Кураёси, заняв там одиннадцатое место.